# 2009-es Formula–2 spanyol nagydíj (Valencia)
A Valenciai spanyol nagydíj volt a 2009-es Formula–2-es bajnokság első futama. Robert Wickens mindkétszer a pole pozícióból indulhatott, valamint mindkét versenyt meg is nyerte. Az első versenyen Carlos Iaconelli és Kazim Vasiliauskas, a másodikon pedig Mirko Bortolotti és Philipp Eng állhatott fel mellé a dobogóra.

## Első időmérő
- Levegő hőmérséklete: 25 °C, pálya hőmérséklete: 35 °C

| Poz. | #  | Versenyző           | Köridő   | Rajtrács |
| ---- | -- | ------------------- | -------- | -------- |
| 1    | 12 | Robert Wickens      | 1:27.775 | 1        |
| 2    | 8  | Tobias Hegewald     | 1:27.789 | 2        |
| 3    | 22 | Andy Soucek         | 1:27.953 | 3        |
| 4    | 15 | Carlos Iaconelli    | 1:27.955 | 4        |
| 5    | 15 | Mihail Aljosin      | 1:28.113 | 5        |
| 6    | 4  | Julien Jousse       | 1:28.113 | 6        |
| 7    | 16 | Edoardo Piscopo     | 1:28.130 | 7        |
| 8    | 25 | Miloš Pavlović      | 1:28.243 | 8        |
| 9    | 21 | Kazim Vasiliauskas  | 1:28.315 | 9        |
| 10   | 7  | Henry Surtees       | 1:28.390 | 10       |
| 11   | 33 | Philipp Eng         | 1:28.461 | 11       |
| 12   | 14 | Mirko Bortolotti    | 1:28.470 | 12       |
| 13   | 3  | Jolyon Palmer       | 1:28.640 | 13       |
| 14   | 18 | Natacha Gachnang    | 1:28.729 | 14       |
| 15   | 2  | Sebastian Hohenthal | 1:28.755 | 15       |
| 16   | 5  | Alex Brundle        | 1:29.123 | 16       |
| 17   | 11 | Jack Clarke         | 1:29.151 | 17       |
| 18   | 10 | Nicola de Marco     | 1:29.184 | 18       |
| 19   | 27 | Germán Sánchez      | 1:29.240 | 19       |
| 20   | 6  | Armaan Ebrahim      | 1:29.343 | 20       |
| 21   | 23 | Henri Karjalainen   | 1:29.422 | 21       |
| 22   | 20 | Jens Höing          | 1:29.519 | 22       |
| 23   | 24 | Tom Gladdis         | 1:30.145 | 23       |
| 24   | 9  | Pietro Gandolfi     | 1:30.743 | 24       |
| 25   | 31 | Jason Moore         | 1:31.661 | 25       |

## Második időmérő
- Levegő hőmérséklete: 23 °C, pálya hőmérséklete: 38 °C

| Poz. | #  | Versenyző           | Köridő   | Rajtrács |
| ---- | -- | ------------------- | -------- | -------- |
| 1    | 12 | Robert Wickens      | 1:27.488 | 1        |
| 2    | 22 | Andy Soucek         | 1:27.613 | 2        |
| 3    | 14 | Mirko Bortolotti    | 1:27.672 | 3        |
| 4    | 10 | Nicola de Marco     | 1:27.679 | 4        |
| 5    | 33 | Philipp Eng         | 1:27.741 | 5        |
| 6    | 15 | Mihail Aljosin      | 1:27.772 | 6        |
| 7    | 15 | Carlos Iaconelli    | 1:27.848 | 7        |
| 8    | 21 | Kazim Vasiliauskas  | 1:27.869 | 8        |
| 9    | 4  | Julien Jousse       | 1:27.872 | 9        |
| 10   | 7  | Henry Surtees       | 1:27.880 | 10       |
| 11   | 16 | Edoardo Piscopo     | 1:27.963 | 11       |
| 12   | 8  | Tobias Hegewald     | 1:28.100 | 12       |
| 13   | 2  | Sebastian Hohenthal | 1:28.243 | 13       |
| 14   | 18 | Natacha Gachnang    | 1:28.253 | 14       |
| 15   | 27 | Germán Sánchez      | 1:28.303 | 15       |
| 16   | 24 | Tom Gladdis         | 1:28.360 | 16       |
| 17   | 5  | Alex Brundle        | 1:28.654 | 17       |
| 18   | 11 | Jack Clarke         | 1:28.716 | 18       |
| 19   | 23 | Henri Karjalainen   | 1:28.811 | 19       |
| 20   | 6  | Armaan Ebrahim      | 1:28.821 | 20       |
| 21   | 31 | Jason Moore         | 1:28.878 | 21       |
| 22   | 20 | Jens Höing          | 1:29.332 | 22       |
| 23   | 3  | Jolyon Palmer       | 1:29.355 | 23       |
| 24   | 9  | Pietro Gandolfi     | 1:30.245 | 24       |
| 25   | 25 | Miloš Pavlović      | 1:34.958 | 25       |

## Első futam
- Levegő hőmérséklete: 28 °C; pálya hőmérséklete: 49 °C

| Poz.                                                             | #  | Versenyző           | Körök | Idő/Kiesés oka | Rajtrács | Pont |
| ---------------------------------------------------------------- | -- | ------------------- | ----- | -------------- | -------- | ---- |
| 1                                                                | 12 | Robert Wickens      | 23    | 37:03.621      | 1        | 10   |
| 2                                                                | 17 | Carlos Iaconelli    | 23    | +3.870         | 4        | 8    |
| 3                                                                | 21 | Kazim Vasiliauskas  | 23    | +5.241         | 9        | 6    |
| 4                                                                | 15 | Mihail Aljosin      | 23    | +8.554         | 5        | 5    |
| 5                                                                | 10 | Julien Jousse       | 23    | +9.922         | 6        | 4    |
| 6                                                                | 14 | Mirko Bortolotti    | 23    | +10.904        | 12       | 3    |
| 7                                                                | 7  | Henry Surtees       | 23    | +11.319        | 10       | 2    |
| 8                                                                | 5  | Alex Brundle        | 23    | +12.326        | 16       | 1    |
| 9                                                                | 10 | Nicola de Marco     | 23    | +12.913        | 18       |      |
| 10                                                               | 2  | Sebastian Hohenthal | 23    | +13.976        | 15       |      |
| 11                                                               | 18 | Natacha Gachnang    | 23    | +14.982        | 14       |      |
| 12                                                               | 33 | Philipp Eng         | 23    | +17.675        | 11       |      |
| 13                                                               | 11 | Jack Clarke         | 23    | +17.916        | 17       |      |
| 14                                                               | 27 | Germán Sánchez      | 23    | +17.994        | 19       |      |
| 15                                                               | 6  | Armaan Ebrahim      | 23    | +18.924        | 20       |      |
| 16                                                               | 31 | Jason Moore         | 23    | +20.724        | 25       |      |
| 17                                                               | 23 | Henri Karjalainen   | 23    | +22.076        | 21       |      |
| 18                                                               | 20 | Jens Höing          | 23    | +25.218        | 22       |      |
| 19                                                               | 24 | Tom Gladdis         | 23    | +27.296        | 23       |      |
| 20                                                               | 9  | Pietro Gandolfi     | 23    | +37.711        | 24       |      |
| 21                                                               | 3  | Jolyon Palmer       | 23    | +48.195        | 13       |      |
| Ret                                                              | 22 | Andy Soucek         | 14    | DNF            | 3        |      |
| Ret                                                              | 8  | Tobias Hegewald     | 14    | DNF            | 2        |      |
| Ret                                                              | 25 | Miloš Pavlović      | 4     | DNF            | 8        |      |
| Ret                                                              | 16 | Edoardo Piscopo     | 3     | DNF            | 7        |      |
| Leggyorsabb kör: Robert Wickens 1:29.166 (161.69kph) a 2. körben |    |                     |       |                |          |      |

## Második futam
- Levegő hőmérséklete: 26 °C, pálya hőmérséklete: 29 °C, időjárás: felhős

| Poz.                                                                 | #  | Versenyző           | Körök | Idő/Kiesés oka | Rajthely | Pont |
| -------------------------------------------------------------------- | -- | ------------------- | ----- | -------------- | -------- | ---- |
| 1                                                                    | 12 | Robert Wickens      | 17    | 25:22.024      | 1        | 10   |
| 2                                                                    | 14 | Mirko Bortolotti    | 17    | +5.911         | 3        | 8    |
| 3                                                                    | 33 | Philipp Eng         | 17    | +7.881         | 5        | 6    |
| 4                                                                    | 22 | Andy Soucek         | 17    | +8.615         | 2        | 5    |
| 5                                                                    | 10 | Nicola de Marco     | 17    | +9.780         | 4        | 4    |
| 6                                                                    | 15 | Mihail Aljosin      | 17    | +11.707        | 6        | 3    |
| 7                                                                    | 16 | Edoardo Piscopo     | 17    | +13.601        | 11       | 2    |
| 8                                                                    | 17 | Carlos Iaconelli    | 17    | +16.616        | 7        | 1    |
| 9                                                                    | 8  | Tobias Hegewald     | 17    | +18.826        | 12       |      |
| 10                                                                   | 10 | Julien Jousse       | 17    | +21.577        | 9        |      |
| 11                                                                   | 27 | Germán Sánchez      | 17    | +22.968        | 15       |      |
| 12                                                                   | 7  | Henry Surtees       | 17    | +23.520        | 10       |      |
| 13                                                                   | 2  | Sebastian Hohenthal | 17    | +27.911        | 13       |      |
| 14                                                                   | 31 | Jason Moore         | 17    | +30.365        | 21       |      |
| 15                                                                   | 23 | Henri Karjalainen   | 17    | +31.059        | 19       |      |
| 16                                                                   | 6  | Armaan Ebrahim      | 17    | +31.966        | 20       |      |
| 17                                                                   | 25 | Miloš Pavlović      | 17    | +32.704        | 25       |      |
| 18                                                                   | 24 | Tom Gladdis         | 17    | +36.317        | 16       |      |
| 19                                                                   | 11 | Jack Clarke         | 17    | +38.336        | 18       |      |
| 20                                                                   | 21 | Kazim Vasiliauskas  | 17    | +38.653        | 8        |      |
| 21                                                                   | 20 | Jens Höing          | 17    | +46.489        | 22       |      |
| 22                                                                   | 9  | Pietro Gandolfi     | 17    | +1:01.306      | 34       |      |
| 23                                                                   | 5  | Alex Brundle        | 16    | +1 kör         | 17       |      |
| Ret                                                                  | 3  | Jolyon Palmer       | 0     | DNF            | 23       |      |
| Ret                                                                  | 18 | Natacha Gachnang    | 0     | DNF            | 14       |      |
| Leggyorsabb kör: Kazim Vasiliauskas 1:28.322 (163.24kph) a 4. körben |    |                     |       |                |          |      |

## A világbajnokság állása
| Pos | Driver           | Points |
| --- | ---------------- | ------ |
| 1   | Robert Wickens   | 20     |
| 2   | Mirko Bortolotti | 11     |
| 3   | Carlos Iaconelli | 9      |
| 4   | Mihail Aljosin   | 8      |
| 5   | Philipp Eng      | 6      |